# Henry Curtis Beardslee, Sr.
Henry Curtis Beardslee, Sr. (Shelton, 2 de julio de 1807 - Painesville, 21 de diciembre de 1884) fue un médico, botánico, micólogo, y legislador estadual estadounidense.
El hijo de Beardslee, también llamado Henry Curtis Beardslee (1865-1948), fue también un micólogo.

## Biografía
Hijo del Dr. Gideon y de Sarah Ann Curtiss, era originario de Shelton, que para 1823 era la ciudad de Monroe, Conn. Su padre falleció en 1826. Se graduó del Universidad Yale en 1826, y en mayo de 1827, inició estudios de medicina en New Haven, graduándose en 1829 por la Escuela de Medicina Yale. Poco después de que abrió un consultorio en Montville, Conn. y pronto tuvo una extensa y laboriosa práctica.
En mayo de 1845, se trasladó a Painesville (Ohio), donde se dedicó el resto de su vida a su profesión, convirtiéndose especialmente en muy hábil y exitoso en las operaciones quirúrgicas más difíciles. La parte más laboriosa de la vida profesional del Dr. Beardslee fue de 1863 a 1865, cuando como cirujano para su distrito del Congreso, examinó más de 12.000 candidatos para el servicio militar en la Guerra de Secesión.
Particularmente se interesó en el género Russula Pers. y se convirtió en un experto en su identificación y en 1918 publicó "The Russulas of North Carolina" con cuatro nuevas descripciones de especies. Después de su retiro en 1919, pasó los meses de invierno recogiendo hongos en Florida, y en los veranos añadiendo a su herbario de fanerógamas.
Su salud desmejoró en 1882, y los últimos tres años fueron años de gran y creciente debilidad. Fuera de su profesión, estaba especialmente interesado en la botánica, y dejó un catálogo inédito de las plantas de Ohio, compilados por el uso de la encuesta geológica. Y, su colección fue donada a la Universidad de Oberlin.
Se casó en la primavera de 1833, con Harriet Hawley, de Monroe, con quien tuvo tres hijas y dos hijos. Ella murió el 8 de julio de 1860, y en noviembre de 1861, se casó con Clementine M. Carrier, de Enfield, NH. Y le sobrevivió con sus tres hijos y una hija, y un hijo de su primer matrimonio.
Murió en Painesville, el 21 de diciembre de 1884.

## Reconocimientos
- 1844: elegido miembro de la Legislatura del Estado de Connecticut